# Liste der Monuments historiques in Inzinzac-Lochrist
Die Liste der Monuments historiques in Inzinzac-Lochrist führt die Monuments historiques in der französischen Gemeinde Inzinzac-Lochrist auf.

## Liste der Bauwerke
| Bezeichnung    | Beschreibung | Standort | Kennzeichnung | Schutzstatus | Datum | Bild |
| -------------- | ------------ | -------- | ------------- | ------------ | ----- | ---- |
| Dolmen du Bünz |              | (Lage)   | PA00091309    | Classé       | 1979  |      |